# Wir müssen zusammenhalten
Wir müssen zusammenhalten (Originaltitel: Musíme si pomáhat) ist ein tschechischer Film von Jan Hřebejk aus dem Jahr 2000. In dem Film werden verschiedene Bewohner eines tschechischen Städtchens zur Zeit des Zweiten Weltkriegs mit ihren Verhaltensweisen geschildert: als Verbrecher, Mitläufer, Kollaborateure, Menschen mit und ohne Gewissen und Opfer.

## Handlung
1943 in einer tschechischen Kleinstadt. Der Sudetendeutsche Horst besucht gelegentlich das kinderlose Ehepaar Marie und Josef Čížek. Josef ist von diesen Besuchen wenig angetan und bezeichnet Horst verächtlich als einen „Händehoch“, weil er früher Karriere bei den Nationalsozialisten machte. Zudem ist er der Meinung, dass er es nur auf Marie abgesehen hat.
Als es dem Juden David Wiener wenig später gelingt, aus dem Konzentrationslager zu fliehen, bittet der Flüchtling um ein Versteck bei den Čížeks. Obwohl Josef sein Leben eigentlich nicht riskieren will, versteckt er David in einer geheimen Speisekammer. Die Besuche von Horst geraten nun zum Wagnis und Josef nimmt gegen seine Überzeugung eine Arbeitsstelle bei der deutschen Besatzungsmacht an, um nicht weiter aufzufallen. Marie ist nun den Annäherungsversuchen von Horst ausgeliefert. Sie weist ihn ab, woraufhin Horst damit droht, bei den Čížeks einen Nationalsozialisten einzuquartieren. Marie behauptet in ihrer Not, sie sei schwanger, was Horst nicht glaubt. Er will Beweise. Da Josef keine Kinder zeugen kann, willigt Marie ein, sich von David ein Kind zeugen zu lassen. Marie wird schwanger, sodass Horst sich bei ihr entschuldigen muss.
Als sich abzeichnet, dass die Deutschen den Krieg verlieren, erkennt Horst seine tschechischen Wurzeln. Er rettet den Čížeks das Leben, als die Nazis jedes Haus in der Straße durchsuchen. Als die Deutschen sich ergeben, bekommt Marie die Wehen. Josef macht sich panisch auf die Suche nach einem Doktor, doch überall ist Chaos. Er trifft den neuen Befehlshaber Franta, der Josef jedoch als Kollaborateur einschätzt und unter Arrest stellen möchte. Alleine die Erklärung Josefs, einen Juden versteckt zu haben und nur zur Tarnung mit den Deutschen kollaboriert zu haben, bewahrt ihn vorläufig vor dem Gefängnis. Josef macht den Partisanen weis, der inhaftierte Horst sei ein Doktor, sodass Josef mit Horst zu seinem Haus eskortiert wird. Horst hilft Marie, während Josef verzweifelt David sucht, der jedoch aus Angst geflüchtet ist. Dadurch erscheint Josefs Geschichte vom versteckten Juden als rettende Lüge eines Kollaborateurs und er soll auf der Stelle erschossen werden. Da erscheint David und das Baby wird geboren.

## Themen und Motive

### Charakter des Films
Der Film hebt sich dahingehend von Werken mit ähnlichem Sujet ab, als dass keine eindeutige Zuweisung der Protagonisten zu „Gut“ und „Böse“ stattfindet. Es werden Individuen dargestellt, die teilweise aus eigenem Antrieb heraus und dann wiederum als Glieder eines Systems von Angst und Gewalt handeln. Weiteres durchaus interessantes Merkmal ist der tschechische Humor, der auf subtile Weise auch bei einem solch ernsten Stoff immer wieder die tschechische Mentalität durchscheinen lässt.

### Symbolik
Damit ist das Thema „Symbolik“ im Film angesprochen. So wie der Text der Arie deutlich das Geschehen der Handlung interpretiert, kann man eine Reihe von Parallelen zur christlichen Heilslehre finden: Der Ehemann ist durch ärztliches Gutachten als nicht zeugungsfähig ausgewiesen. Um die Einquartierung eines Nazis in seine Wohnung und damit die wahrscheinliche Entdeckung des versteckten Juden zu verhindern, verweist er auf eine zu diesem Zeitpunkt nicht bestehende Schwangerschaft seiner Frau. Nur durch Mithilfe des illegalen Mitbewohners gelingt es, diesen nun für alle drei überlebenswichtigen Nachwuchs zu bekommen (Parallele zu Mariae jungfräulicher Empfängnis Jesu ohne Zutun Josefs). Der impotente Ehemann trägt ausgerechnet den Namen Josef. Seine Frau ist eine glühende Verehrerin der Jungfrau Maria (großes Heiligenbild im Wohnzimmer). Durch einen Juden kommt die Erlösung vor der Entdeckung und der Todesstrafe. Der Jude ist aller Retter und zugleich Verfolgter (der gekreuzigte, aber auferstandene Jesus Christus). Er schweigt dann später im Film auch noch über den Verrat seines tschechischen Nachbarn an ihm gegenüber einer SS-Truppe, die ihn dann fast erwischt hätte (Christus, der die Schuld hinwegnimmt). Der kleine Neugeborene steht für einen Neuanfang nach dem Krieg, vielleicht für den „Neuen Bund“, der durch Christus gegründet wurde durch die Überwindung von Hass und Tod. Und zuletzt wird auch ein weiterer Kollaborateur mit den Nazis wegen einer kleinen rettenden Tat, durch die das Ehepaar samt Verstecktem nicht aufflog, kurz vor seiner Hinrichtung durch die Befreier gerettet.
Der große Bezug zur christlichen Heilslehre in diesem Film verwundert, wo doch im Lande seiner Entstehung ein Großteil der Bevölkerung nicht mehr konfessionell gebunden ist.

## Filmmusik
Besonderes Augenmerk gelte der Musik Johann Sebastian Bachs, die in dem Film sehr passend zu ihrem eigenen Inhalt verwendet wird, wie die Arie „Erbarme Dich“ aus der „Matthäuspassion“. Die Verwendung einer sehr präzise eingespielten Aufnahme mit einem Originalklang-Ensemble („Musica Florea Prag“) und der Mezzosopranistin Magdalena Kožená weist auf den hohen Stellenwert hin, den der Regisseur der Filmmusik einräumt.

## Kritiken
„Ein Film über das Grauen der Zeit, der sich als Posse gefällt und durch die allzu verzeihenden Gesten des Regisseurs der Verharmlosung zuarbeitet. Auch die überspitzte (Ver-)Zeichnung der Personen mindert die Überzeugungskraft des Films.“

„Eine filmische Delikatesse für Herz und Kopf.“

„Große Momente des Kinos – für ein Publikum mit der Vorliebe für die Macht der Gefühle.“

„Welche Qualitäten Jan Hrebejks dritter Spielfilm aufweist, erkannten wieder einmal die Amerikaner, die "Wir müssen zusammenhalten" ebenso wie "Kolya" für den Oscar nominierten.“

## Auszeichnungen
- 2000: Böhmischer Löwe
- 2000: Vancouver International Film Festival
- 2001: Oscarnominierung für den Besten fremdsprachigen Film
- 2001: Tschechischer Filmpreis
- 2001: Filmfest Pilsen